# Stony Creek (Nowy Jork)
Stony Creek – miasto w Stanach Zjednoczonych, w stanie Nowy Jork, w hrabstwie Warren.